# 大井健
大井 健（Takeshi Oi、1983年8月14日 - ）は日本のピアニストである。東京都港区出身。

## 経歴
1983年に東京都に生まれる。幼少期に渡独、渡英。
メンデルスゾーンの子孫から直接ピアノを学び、Worthing Music Festival、Reigate & Redhill Music Festival等数々のコンクールで優勝および入賞、13歳でロンドンにてピアノ協奏曲をオーケストラと共演するなど演奏活動を開始。
帰国後、国立音楽大学を卒業。在学中『くにたち音楽会』、『ソロ・室内楽定期演奏会』出演。『ゾリステンコンサート』にてラフマニノフのコンチェルトをオーケストラと共演。
オペラユニット「LEGEND」専属ピアニストを経て2015年キングレコードからメジャーデビュー。セカンドアルバム『PianoLove II』でビルボードランキング1位を記録。2017年ソニー『Xperia』のTVCMに出演。また、作曲家とピアニストのピアノデュオ「鍵盤男子」を結成、2017年ワーナークラシックスからメジャーデビュー。2020年鍵盤男子勇退。著作『Piano man／集英社』を発表。2021年アルバム『reBUILD』をリリース。全国ツアー『PIANO CLASSICS』を11都市で開催。演奏の他、メディア、執筆、講座、レッスンなどを行う。
（株）イープラスパートナーアーティスト。オンラインサロン『PIANO LABO』、オンラインレッスン『PianoRoom』主宰。

## ディスコグラフィ

### アルバム

#### 鍵盤男子
- The future of piano（2007年11月29日発売 ワーナーミュージックジャパン）

#### 大井健
- Piano Love（2015年7月15日発売 キングレコード）
- Piano Love II（2017年2月8日発売 キングレコード）
- reBUILD（2021年6月2日発売 キングレコード）

### 映像作品

#### 鍵盤男子
- The future of piano final（2018年9月19日発売 ワーナーミュージックジャパン）

#### 大井健
- Piano Love the Movie（2018年2月14日発売 キングレコード）

### スコアブック
- 大井健 Artist Score Book（2017年3月31日発売 ヤマハミュージックメディア）

### フォトブック
- Pianoman（2020年12月15日発売 集英社）